# Chaumont-sur-Aire
 Chaumont-sur-Aire  là một xã thuộc tỉnh Meuse trong vùng Grand Est đông nam nước Pháp. Xã này nằm ở khu vực có độ cao trung bình 251 mét trên mực nước biển.